# Remigen
Remigen es una comuna suiza del cantón de Argovia, situada en el distrito de Brugg. Limita al norte con la comuna de Mettauertal, al noreste con Villigen, al sureste con Rüfenach, al sur con Riniken y Bözberg, al oeste con Mönthal, y al noroeste con Gansingen.

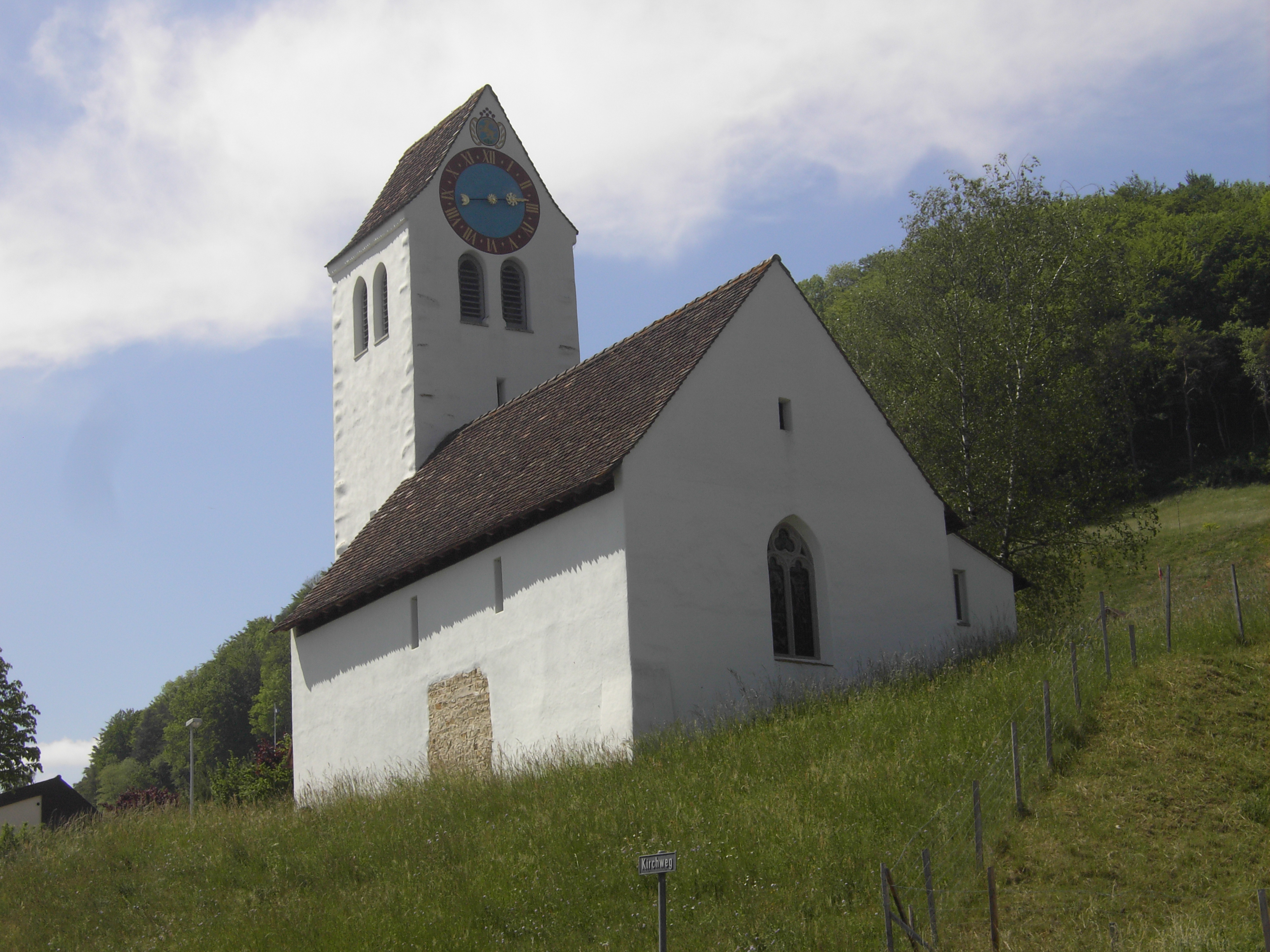
Iglesia de Remigen.